# Ting Chen
Vous êtes invité à donner votre avis sur cette page de discussion, de manière argumentée en vous aidant notamment des critères d’admissibilité ou en présentant des sources extérieures et sérieuses.  
Après avoir apposé le modèle {{Admissibilité}} sur une page, suivez les étapes expliquées sur Wikipédia:Débat d'admissibilité/Aide :
| 1. | Créez la page de débat d'admissibilité.                                                                      | Sauvegardez d’abord la page pour l’initialiser puis indiquez votre motivation.   |
| 2. | Important : ajoutez une entrée dans la section Débat d'admissibilité du jour.                                | Utilisez ce texte : *{{L\|Ting Chen}}                                            |
| 3. | Pensez à informer les contributeurs principaux de la page et les projets associés lorsque cela est possible. | Utilisez ce texte : {{subst:Avertissement débat d'admissibilité\|Ting Chen}}~~~~ |

Ting Chen, né le 29 janvier 1968 à Shanghai, (Chine), est un ancien président (2010-2012) du conseil d'administration de la Wikimedia Foundation.

## Biographie

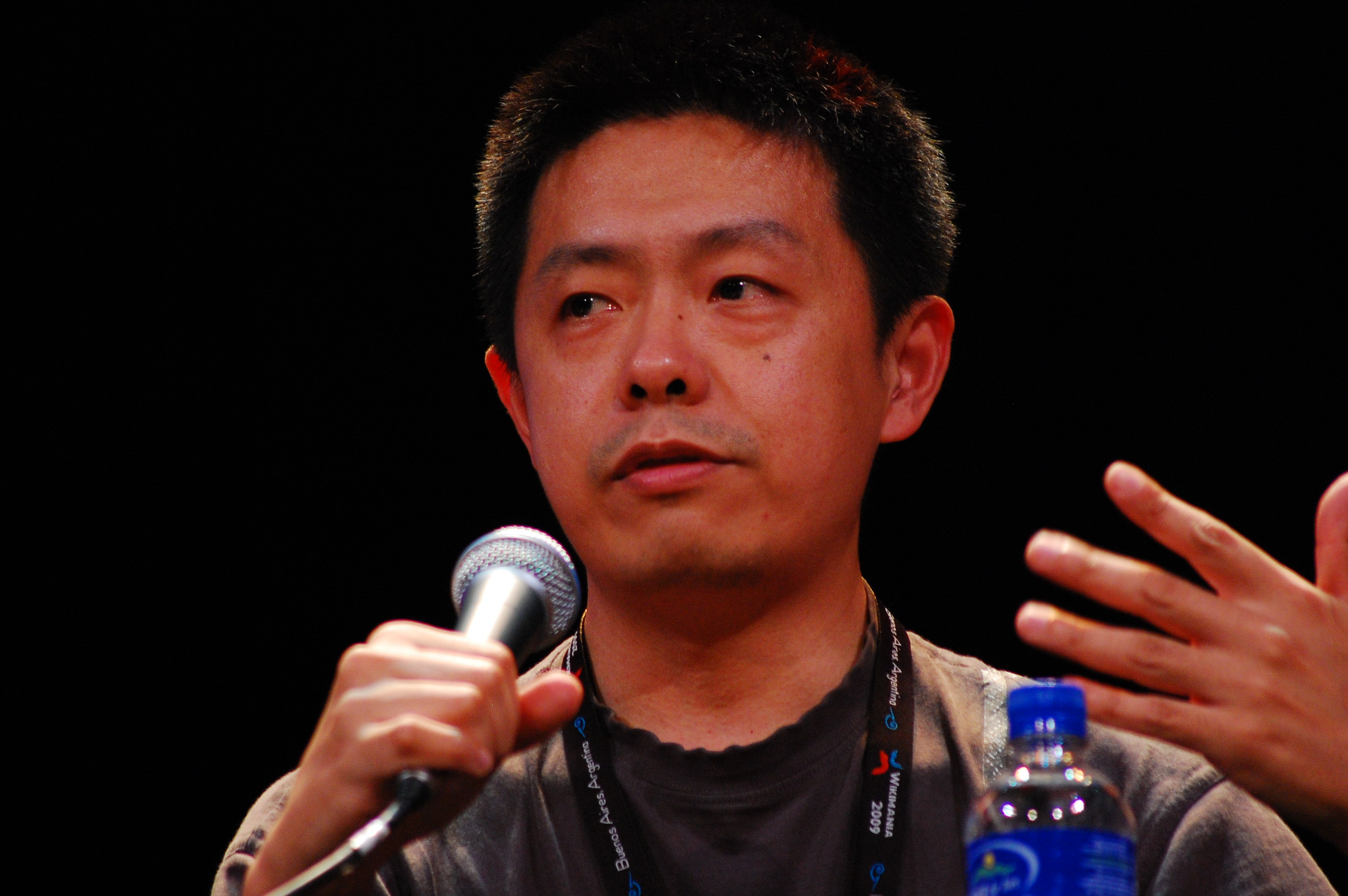
Ting Chen à Buenos Aires pour Wikimania 2009

Ting Chen naît à Shanghai en 1968. Il grandit à Harbin, dans le nord-est de la Chine.
En 1989, il s'établit à Brunswick, en Allemagne pour commencer ses études d'ingénieur en électricité. Spécialisé dans les semi-conducteurs, il obtient son diplôme en 1993 et travaille comme informaticien à Mayence.
Il découvre les projets de la Wikimedia allemande en 2003 et s'investit tôt dans la jeune Wikipédia en chinois, dès sa construction. 
Ting Chen participe à la première Wikimania en 2005 à Francfort et aide à organiser la troisième en 2007, à Taipei. 
Après avoir été désigné trustee (homme de confiance) par la communauté Wikimedia en juin 2008, il est élu président de la Wikimedia Foundation en juillet 2010, succédant à Michael Snow,,. Son mandat se termine deux ans plus tard, et il est remplacé par Kat Walsh.

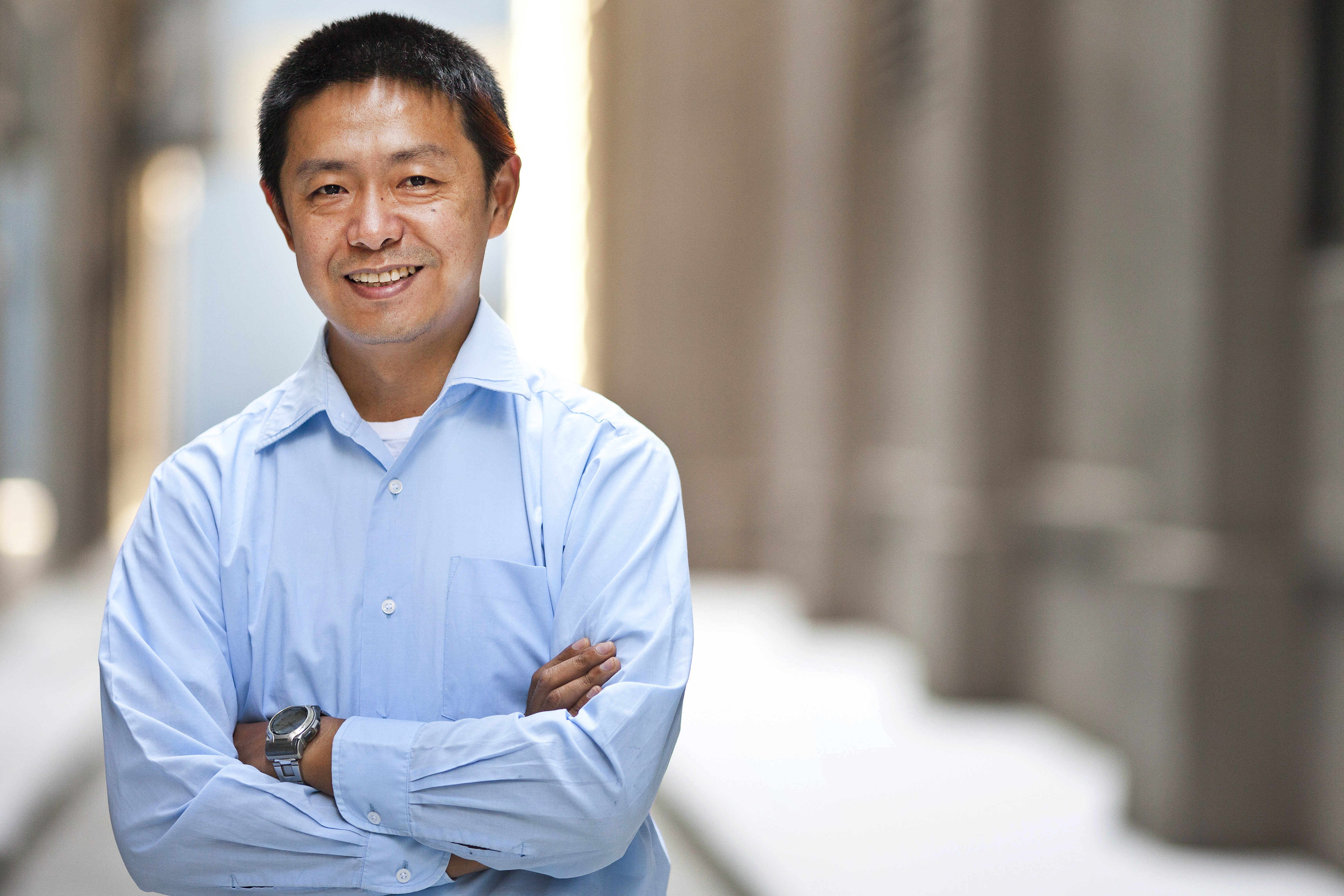
Ting Chen en novembre 2010.